# Томас Гебауер
Томас Гебауер (нім. Thomas Gebauer, нар. 30 червня 1982, Аугсбург) — німецький футболіст, воротар клубу ЛАСК (Лінц).
Володар Кубка Австрії.

## Ігрова кар'єра
У дорослому футболі дебютував 2001 року виступами за команду «Айндлінг», в якій провів три сезони, взявши участь у 104 матчах чемпіонату. 
Згодом з 2004 по 2006 рік грав у складі команд «Мюнхен 1860» та «Байройт».
Своєю грою за останню команду привернув увагу представників тренерського штабу клубу «Рід», до складу якого приєднався 2006 року. Відіграв за команду з Ріда-на-Інкрайсі наступні дванадцять сезонів своєї ігрової кар'єри. Більшість часу, проведеного у складі «Ріда», був основним голкіпером команди.
До складу клубу ЛАСК (Лінц) приєднався 2018 року. Станом на 14 березня 2020 року відіграв за команду з Лінца 1 матч в національному чемпіонаті.

## Титули і досягнення
- Володар Кубка Австрії (1):

«Рід»: 2010-2011